# Joran Vliegen
Joran Vliegen (Maaseik, 7 juli 1993) is een tennisser uit België, die voornamelijk uitkomt in het dubbelspel. Hij heeft daarin acht ATP-toernooien en dertien challengers op zijn naam staan, met vaste dubbelspelpartner Sander Gillé.
In de periode 2018–2019 maakte Vliegen deel uit van het Belgische Davis Cup-team – hij behaalde daar een winst/verlies-balans van 1–1. Op 2 februari 2019 behaalde Vliegen samen met Sander Gillé in de ontmoeting met Brazilië tijdens de kwalificatieronde van de Davis Cup 2019 de overwinning in het dubbelspel tegen het Braziliaanse topduo Marcelo Melo en Bruno Soares.
Vliegen maakte in 2019 zijn grandslamdebuut op Roland Garros – samen met de Kazach Michail Koekoesjkin bereikte hij de kwartfinales in het dubbelspel.

## Palmares
| Legenda               |
| --------------------- |
| Grand Slam            |
| Olympische Spelen     |
| ATP Finals            |
| ATP Tour Masters 1000 |
| ATP Tour 500          |
| ATP Tour 250          |

### Mannendubbelspel
| Nr.                  | Datum             | Toernooi             | Ondergrond    | Partner      | Tegenstanders in finale                | Score                   | Details                 |
| -------------------- | ----------------- | -------------------- | ------------- | ------------ | -------------------------------------- | ----------------------- | ----------------------- |
| gewonnen ATP-finales |                   |                      |               |              |                                        |                         |                         |
| 1.                   | 21 juli 2019      | ATP Båstad           | Gravel        | Sander Gillé | Federico Delbonis Horacio Zeballos     | 6–7(5), 7–5, [10-5]     | Details                 |
| 2.                   | 28 juli 2019      | ATP Gstaad           | Gravel        | Sander Gillé | Philipp Oswald Filip Polášek           | 6–4, 6–3                | Details                 |
| 3.                   | 29 september 2019 | ATP Zhuhai           | Hardcourt     | Sander Gillé | Marcelo Demoliner Matwé Middelkoop     | 7–6(2), 7–6(4)          | Details                 |
| 4.                   | 1 november 2020   | ATP Nur-Sultan       | Hardcourt (i) | Sander Gillé | Max Purcell Luke Saville               | 7–5, 6–3                | Details                 |
| 5.                   | 28 februari 2021  | ATP Singapore        | Hardcourt (i) | Sander Gillé | Matthew Ebden John-Patrick Smith       | 6–2, 6–3                | Details                 |
| 6.                   | 7 januari 2023    | ATP Pune             | Hardcourt     | Sander Gillé | Sriram Balaji Jeevan Nedunchezhiyan    | 6–4, 6–4                | Details                 |
| 7.                   | 9 april 2023      | ATP Estoril          | Gravel        | Sander Gillé | Nikola Čačić Miomir Kecmanović         | 6–3, 6–4                | Details                 |
| 8.                   | 14 april 2024     | ATP Monte Carlo      | Gravel        | Sander Gillé | Marcelo Melo Alexander Zverev          | 5–7, 6–3, [10-5]        | Details                 |
| verloren ATP-finales |                   |                      |               |              |                                        |                         |                         |
| 1.                   | 3 augustus 2019   | ATP Kitzbühel        | Gravel        | Sander Gillé | Philipp Oswald Filip Polášek           | 4–6, 4–6                | Details                 |
| 2.                   | 2 mei 2021        | ATP München          | Gravel        | Sander Gillé | Wesley Koolhof Kevin Krawietz          | 6-4, 4-6, [5-10]        | Details                 |
| 3.                   | 10 juni 2023      | Roland Garros        | Gravel        | Sander Gillé | Ivan Dodig Austin Krajicek             | 3-6, 1-6                | details                 |
| 4.                   | 30 juli 2023      | ATP Hamburg          | Gravel        | Sander Gillé | Kevin Krawietz Tim Pütz                | 6-7(4), 3-6             | details                 |
| gewonnen challengers |                   |                      |               |              |                                        |                         |                         |
| 1.                   | 14 augustus 2016  | Trnava               | Gravel        | Sander Gillé | Tomasz Bednarek Roman Jebavý           | 6–2, 7–5                | 6–2, 7–5                |
| 2.                   | 18 juni 2017      | Lyon                 | Gravel        | Sander Gillé | Gero Kretschmer Alexander Satschko     | 6–7(2), 7–6(2), [14–12] | 6–7(2), 7–6(2), [14–12] |
| 3.                   | 25 juni 2017      | Blois                | Gravel        | Sander Gillé | Máximo González Fabrício Neis          | 3–6, 6–3, [10–7]        | 3–6, 6–3, [10–7]        |
| 4.                   | 23 juli 2017      | Scheveningen         | Gravel        | Sander Gillé | Jozef Kovalík Stéfanos Tsitsipás       | 6–2, 4–6, [12–10]       | 6–2, 4–6, [12–10]       |
| 5.                   | 30 juli 2017      | Tampere              | Gravel        | Sander Gillé | Lucas Gómez Juan Ignacio Londero       | 6–2, 6–7(5), [10–3]     | 6–2, 6–7(5), [10–3]     |
| 6.                   | 28 januari 2018   | Rennes               | Hardcourt (i) | Sander Gillé | Sander Arends Antonio Šančić           | 6–3, 6–7(1), [10-7]     | 6–3, 6–7(1), [10-7]     |
| 7.                   | 29 juli 2018      | Praag                | Gravel        | Sander Gillé | Fernando Romboli David Vega Hernández  | 6–4, 6–2                | 6–4, 6–2                |
| 8.                   | 5 augustus 2018   | Liberec              | Gravel        | Sander Gillé | Filip Polášek Patrik Rikl              | 6–3, 6–4                | 6–3, 6–4                |
| 9.                   | 12 augustus 2018  | Pullach im Isartal   | Gravel        | Sander Gillé | Daniele Bracciali Simone Bolelli       | 6–2, 6–2                | 6–2, 6–2                |
| 10.                  | 14 oktober 2018   | Urtijëi              | Hardcourt (i) | Sander Gillé | Purav Raja Antonio Šančić              | 3–6, 6–3, [10-3]        | 3–6, 6–3, [10-3]        |
| 11.                  | 28 oktober 2018   | Brest                | Hardcourt (i) | Sander Gillé | Leander Paes Miguel Ángel Reyes-Varela | 3–6, 6–4, [10-2]        | 3–6, 6–4, [10-2]        |
| 12.                  | 11 november 2018  | Mouilleron-le-Captif | Hardcourt (i) | Sander Gillé | Romain Arneodo Quentin Halys           | 6–3, 4–6, [10-2]        | 6–3, 4–6, [10-2]        |
| 13.                  | 22 juni 2019      | Bratislava           | Gravel        | Sander Gillé | Lukáš Klein Alex Molčan                | 6–2, 7–5                | 6–2, 7–5                |

### Gemengd dubbelspel
| Nr.              | Datum        | Toernooi      | Ondergrond | Partner        | Tegenstanders in finale        | Score         | Details |
| ---------------- | ------------ | ------------- | ---------- | -------------- | ------------------------------ | ------------- | ------- |
| gewonnen finales |              |               |            |                |                                |               |         |
| geen             |              |               |            |                |                                |               |         |
| verloren finales |              |               |            |                |                                |               |         |
| 1.               | 2 juni 2022  | Roland Garros | gravel     | Ulrikke Eikeri | Ena Shibahara Wesley Koolhof   | 6-7, 2-6      | details |
| 2.               | 13 juli 2023 | Wimbledon     | gras       | Xu Yifan       | Ljoedmyla Kitsjenok Mate Pavić | 4-6, 7-6, 3-6 | details |

## Resultaten grote toernooien
| Legenda | Legenda                          |
| ------- | -------------------------------- |
| g.t.    | geen toernooi gehouden           |
| l.c.    | lagere categorie                 |
| –       | niet deelgenomen                 |
| G       | uitgeschakeld in de groepsfase   |
| 1R      | uitgeschakeld in de eerste ronde |
| 2R      | uitgeschakeld in de tweede ronde |
| 3R      | uitgeschakeld in de derde ronde  |
| 4R      | uitgeschakeld in de vierde ronde |
| KF      | uitgeschakeld in de kwartfinale  |
| HF      | uitgeschakeld in de halve finale |
| F       | de finale verloren               |
| W       | het toernooi gewonnen            |
| w-v     | winst/verlies-balans             |

### Mannendubbelspel
| grandslamtoernooien |      |      |      |      |      |   |
| Australian Open     | –    | 2R   | 1R   | 1R   | 1R   |   |
| Roland Garros       | KF   | 1R   | 3R   | 3R   | F    |   |
| Wimbledon           | 2R   | g.t. | 1R   | 1R   | 3R   |   |
| US Open             | 1R   | KF   | 2R   | –    | 1R   |   |
| ATP Masters 1000    |      |      |      |      |      |   |
| Indian Wells        | –    | g.t. | 1R   | –    | –    |   |
| Miami               | –    | g.t. | 1R   | 1R   | –    |   |
| Monte Carlo         | –    | g.t. | 1R   | 1R   | –    |   |
| Madrid              | –    | g.t. | HF   | –    | –    |   |
| Rome                | –    | 2R   | 1R   | 1R   | –    |   |
| Montreal/Toronto    | –    | g.t. | HF   | –    | 2R   |   |
| Cincinnati          | –    | 1R   | 1R   | –    | 1R   |   |
| Shanghai            | –    | g.t. | g.t. | g.t. | 1R   |   |
| Parijs              | 1R   | 2R   | KF   | –    | –    |   |
| olympisch           |      |      |      |      |      |   |
| Olympische Spelen   | g.t. | g.t. | 1R   | g.t. | g.t. |   |
| statistieken        |      |      |      |      |      |   |
| titels per jaar     | 3    | 1    | 1    | 0    | 2    | 0 |
| eindejaarsranking   | 39   | 36   | 36   | 61   | 25   |   |

### Gemengd dubbelspel
| grandslamtoernooien |      |      |    |      |      |  |
| Australian Open     | –    | KF   | –  | 1R   | –    |  |
| Roland Garros       | –    | g.t. | –  | F    | –    |  |
| Wimbledon           | 3R   | g.t. | –  | 1R   | F    |  |
| US Open             | 1R   | g.t. | 2R | –    | KF   |  |
| olympisch           |      |      |    |      |      |  |
| Olympische Spelen   | g.t. | g.t. | –  | g.t. | g.t. |  |